# María Caridad Colón
María Caridad Colón (María Caridad Colón Rueñes-Salazar; * 25. März 1958 in Baracoa) ist eine ehemalige kubanische Speerwerferin und Olympiasiegerin.
Bei den Olympischen Spielen 1980 warf Ute Richter aus der DDR in der Qualifikation mit 66,66 m olympischen Rekord. Achte der Qualifikation wurde María Colón mit 62,42 m. Im Finale verbesserte Colón im ersten Versuch mit 68,40 m den olympischen Rekord und gewann vor Saida Gunba aus der Sowjetunion und den beiden Werferinnen aus der DDR Ute Hommola und Ute Richter als erste Kubanerin olympisches Gold.
1983 gewann sie, wie schon 1979, bei den Panamerikanischen Meisterschaften. Bei den Leichtathletik-Weltmeisterschaften 1983 wurde sie mit 62,04 m Achte.
Ihre Bestleistung von 70,14 m warf sie am 15. Juni 1986 in Havanna.
María Caridad Colón ist 1,69 m groß und wog in ihrer aktiven Zeit 66 kg.